# دنی اودی
دنی اودی (انگلیسی: Danny O'Dea؛ ۲۲ دسامبر ۱۹۱۱ – ۱۶ آوریل ۲۰۰۳) بازیگر اهل بریتانیا بود. وی بین سال‌های ۱۹۷۰ تا ۲۰۰۲ میلادی فعالیت می‌کرد.
از فیلم‌ها یا مجموعه‌های تلویزیونی که وی در آن‌ها نقش داشته‌است، می‌توان به در انتهای دوران میانسالی اشاره نمود.